# Ian Paia
Ian Paia (* 28. Oktober 1990 in Honiara) ist ein salomonischer Fußballspieler auf der Position des Stürmers, der derzeit für Solomon Warriors FC in der Telekom S-League spielt.

## Karriere
Paia begann seine Karriere bei Koloale FC in der salomonischen Hauptstadt Honiara. Hier konnte er sich für die salomonische Fußballnationalmannschaft beweisen. Sein internationales Debüt gab er am 9. Juli 2011 bei einem Freundschaftsspiel gegen Vanuatu. Zudem war er Teil der Mannschaft, die die dritte Runde der OFC Qualifikation für die Fußball-Weltmeisterschaft 2014 erreichte. Zur Saison 2014/15 wechselte Paia zum letztjährigen Meister Solomon Warriors FC.

## Erfolge

### Verein
- Salomonischer Meister: 2011
- Melanesian-Super-Cup-Sieger: 2014

### Nationalmannschaft
- Vizemeister Pazifikspiele: 2011